# 小行星9881
小行星9881（英語：9881）是一颗围绕太阳公转的小行星。1994年9月25日，天文学家罗伯特·H·麦克诺特在赛丁泉山发现了此天体。
这颗小行星的绝对星等为275.0697951384074等。